# Martin Stecker
Martin Stecker (* 6. Oktober 1958) ist ein ehemaliger deutscher Fußballspieler.

## Leben
Der aus dem Nachwuchs des FC St. Pauli stammende Mittelfeldspieler unterschrieb im April 1979 einen Vertrag bei den Hamburgern. Der gelernte Bankkaufmann wurde in der Saison 1978/79 zweimal in der 2. Fußball-Bundesliga eingesetzt: Ende April 1979 wechselte ihn St. Paulis Trainer Josef Piontek beim 0:0 gegen Alemannia Aachen in der 83. Minute ein. Im Juni desselben Jahres stand Stecker im letzten Saisonspiel 1978/79 gegen Preußen Münster in der Anfangself, in der Halbzeitpause wurde er ausgewechselt. Kurz vor dem Spiel gegen Münster war den St. Pauli-Spielern mitgeteilt worden, dass der Mannschaft die Zweitligalizenz für die Saison 1979/80 verweigert worden war und die Hamburger in die Oberliga zwangsabsteigen mussten.